# Roland West (cestista)
Roland D. West (6 giugno 1944) è un ex cestista statunitense, professionista nella NBA.

## Carriera
Venne selezionato con la prima scelta del 20º giro del Draft NBA 1967 (162ª assoluta) dai Baltimore Bullets, con cui disputò 4 partite nel 1967-68, segnando 4 punti.